# Ras El Aioun
Ras El Aioun (em árabe: رأس العيون) é uma cidade localizada na província de Batna, no noroeste da Argélia. Sua população era de 22 551 habitantes, em 2008.